# Croton chrysodaphne
Espèce
Croton chrysodaphne est une espèce de plantes à fleurs du genre Croton et de la famille des Euphorbiaceae, présente à Madagascar.
Il a pour synonymes :
- Monguia lanceolata, Chapel. ex Baill.
- Oxydectes chrysodaphne, (Baill.) Kuntze